# Myzus lythri
Myzus lythri är en insektsart som först beskrevs av Franz Paula von Schrank 1801.  Myzus lythri ingår i släktet Myzus och familjen långrörsbladlöss. Arten är reproducerande i Sverige. Inga underarter finns listade i Catalogue of Life.